# Jordplan
Inom elektroteknik är ett jordplan en elektriskt ledande yta, vanligtvis ansluten till elektrisk jord.
Termen har två olika betydelser inom olika områden inom elektroteknik.
- För antenner är ett jordplan en ledande yta som är stor i jämförelse med våglängden, till exempel marken, som är ansluten till sändarens jordledning och fungerar som en reflekterande yta för radiovågor.
- I kretskort är ett jordplan ett stort område av kopparfolie på kortet som är anslutet till strömförsörjningens jordterminal och fungerar som en returväg för ström från komponenterna på kortet.

## Radioantennteori
Inom telekommunikation är ett jordplan en platt horisontell ledande yta som fungerar som en del av en antenn för att reflektera radiovågorna från de andra antennelementen. Planet behöver inte nödvändigtvis vara anslutet till jord för att användas som reflekterande yta för radiovågor. Jordplanets form och storlek spelar stor roll för att bestämma dess strålningsegenskaper inklusive förstärkning.

## Kretskort

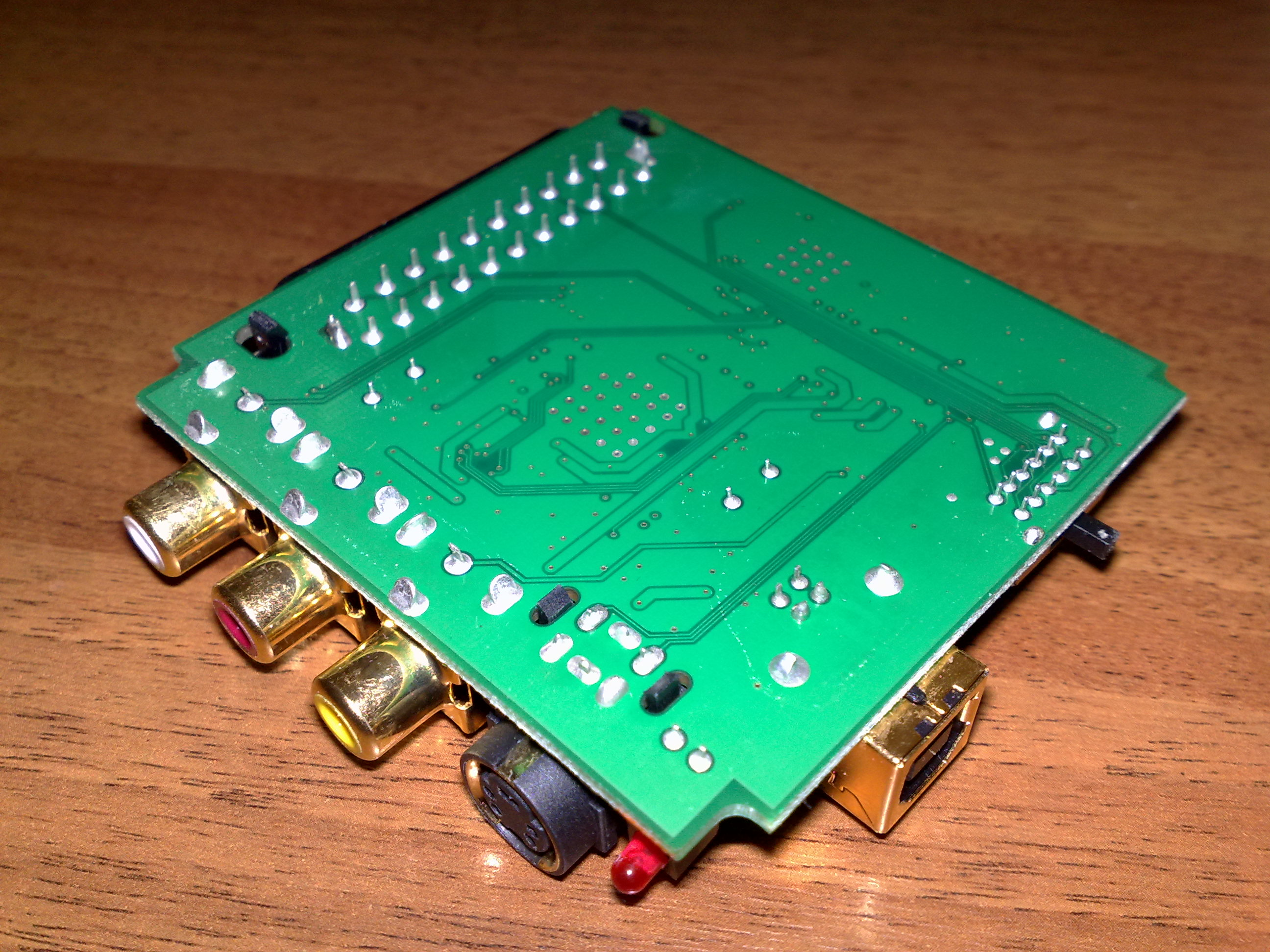
De stora ljusgröna områdena på detta kretskort är jordplanet.

Ett jordplan på ett kretskort (PCB) är ett stort område, eller ett helt oavbrutet lager av kopparfolie anslutet till kretsens jordpunk. Den fungerar som returväg för ström från många olika komponenter. 
Ett jordplan täcker ofta större delen av kretskortets yta som inte upptas av banor. I kretskort med flera lager finns det ofta helt separata jordplan som täcker hela lagret. Detta tjänar till att göra kretslayouten enklare genom att komponenter jordas direkt genom en via till jordplanet på ett annat lager, istället för att dra en bana till en jordpunkt. Den stora kopparytan leder också de stora returströmmarna från många komponenter utan betydande spänningsfall, vilket säkerställer att jordanslutningen för alla komponenter har samma referenspotential.
I högfrekventa och digitala kretskort används jordplan för att minska elektriskt brus och störningar från bland annat jordslingor (ground loops) och för att förhindra överhörning (crosstalk) mellan närliggande banor. När digitala kretsar byter tillstånd (hög till låg eller låg till hög) går stora returströmmar från de aktiva komponenter (transistorer eller integrerade kretsar). Om dessa strömmar skulle gå igenom banor med märkbar impedans kan spänningsfallet över dem skapa brus som stör andra delar av kretsen (ground bounce på engelska). Detta fall av ground bounce kan också orsaka att kretsen riskerar feltolka låg (0) som hög (1). Den stora ledande arean i jordplanet har mycket lägre impedans än en bana, så strömpulserna orsakar mindre ground bounce och strörningar.
Dessutom kan ett jordplan minska överhörningen mellan angränsande banor. När två banor löper parallellt, kan en elektrisk signal i den ena alstra en spänning i den andra genom elektromagnetisk induktion (överhörning). När ett jordplan finns under banorna flyter de motsatt riktade returströmmarna genom jordplanet direkt under banorna. Detta begränsar majoriteten av elektromagnetiska fälten till området precis under banorna och minskar därför överhörningen mellan banorna.